# 블뢰 도베르뉴
블뢰 도베르뉴(프랑스어: bleu d'Auvergne)는 프랑스의 치즈이다. 블루 치즈의 일종으로, 푸른곰팡이 포자를 이용해 숙성한다.